# Bella Martha
Bella Martha ist ein Spielfilm aus dem Jahr 2001 der deutschen Regisseurin Sandra Nettelbeck, die auch das Drehbuch schrieb. Die Hauptrolle spielte Martina Gedeck.

## Handlung
Die alleinstehende Martha Klein arbeitet als Küchenchefin in einem französischen Restaurant und ist davon überzeugt, die beste Köchin der Stadt zu sein. Sie ist Perfektionistin und hat keinen anderen Lebensinhalt als das Kochen.
Als ihre Schwester bei einem Autounfall stirbt, nimmt Martha ihre achtjährige Nichte Lina bei sich auf, denn von deren Vater ist nur bekannt, dass er Italiener ist und Giuseppe heißt. Martha schläft im Wohnzimmer und stellt Lina ihr Schlafzimmer als eigenes Reich zur Verfügung. Lina fühlt sich in der neuen Situation nicht wohl und vermisst ihre Mutter. Sie isst nur selten. Martha verspricht Lina, Nachforschungen über ihren Vater anzustellen.
Als Verstärkung und vorübergehende Vertretung Marthas stellt die Restaurantbesitzerin den lebenslustigen und etwas exzentrischen Italiener Mario ein. Martha ist zunächst wenig angetan von der Tatsache, Konkurrenz in ihrer Küche zu haben und mit neuen Pasta- und Gnocchi-Gerichten konfrontiert zu sein. Mario bewundert umgekehrt Marthas Kochkünste. Nach schlechten Erfahrungen mit einem Babysitter nimmt Martha Lina mit ins Restaurant, wo sich herausstellt, dass Mario gut mit Kindern umgehen kann und Lina dazu bringt, mehr und regelmäßig zu essen. Die einfachen italienischen Gerichte von Mario schmecken ihr sehr gut, zur freudigen Überraschung von Martha, die es ihrerseits mit übertrieben raffinierten Gerichten versucht hatte. Mario sagt Martha auf den Kopf zu, dass er sie als Küchenchefin nicht verdrängen will und droht, zu kündigen, wenn sie mit ihm nicht einverstanden ist. Zögernd erklärt sie, mit ihm gemeinsam arbeiten zu wollen und beginnt, ihn mit anderen Augen zu sehen.
Lina schwänzt die Schule und verbringt lieber den Abend im Restaurant. Sie gerät dadurch in einen Konflikt mit Martha, die ihr ein geregeltes Leben ermöglichen möchte. Nach einem Versuch Linas, auszureißen und nach Italien zu ihrem Vater zu fahren, verspricht Martha, ihr einen Wunsch zu erfüllen, egal was es ist. Lina wünscht sich, dass Mario für sie und Martha zu Hause kochen soll. In der Zeit, in der Mario zu Besuch ist, kocht und mit Lina spielt, verlieben sich Martha und Mario ineinander und werden schließlich ein Paar.
Mit Hilfe von Mario nimmt Martha mit Linas Vater Verbindung auf und bittet ihn, Lina zu sich nach Italien zu nehmen. Eines Tages steht dieser vor der Tür und holt seine Tochter ab. Martha vermisst Lina aber schon nach kurzer Zeit. Sie hat in der Beziehung zu ihr und zu Mario einen neuen Lebensinhalt gefunden. Sie kündigt im Restaurant und fährt mit Mario nach Italien, um Lina zu besuchen. Im Abspann sieht man, wie sie Lina wieder zu sich nimmt, in Italien ein Lokal eröffnet und Mario heiratet.

## Kritiken
„Neben dem in Sachen Schauspielführung und Dialog sehr individuellen Touch des Films, der Klischees im Plot nicht immer vermeidet, besticht der filmische Perfektionismus vor allem wegen der Küchen-Szenen. Das Kochen steht im Mittelpunkt der Action, und wir finden uns wiederholt hinter den Kulissen eines hochrangigen Szene-Lokals wieder. Der lustvolle Voyeurismus, der sich hier in der Küche austoben kann, wird von der Delikatesse, mit der Sandra Nettelbeck Martina Gedecks und Sergio Castellittos Eros aufeinander loslässt, reizvoll unterminiert.“

„Sandra Nettelbecks Film widersteht jedoch der filmischen Völlerei und achtet stattdessen auf die schlanke erzählerische Linie: ein bisschen Liebe, ein bisschen Freundschaft, eine Prise Tragik. Dennoch ist nicht Schmalhans Küchenmeister, sondern die bezaubernde Martina Gedeck.“

„Die Zutaten für den ersten Kinofilm der routinierten TV-Regisseurin Sandra Nettelbeck sind zwar wenig raffiniert und ihre Bilder nicht unbedingt leinwandfüllend. Trotzdem ist die Mischung aus Sentimentalität, kulinarischen Intermezzi und einer Portion Lebensfreude schmackhaft und leicht verdaulich. Und macht obendrein Appetit auf gute Pasta.“

## Auszeichnungen
- Martina Gedeck hat für ihre Darstellung einen Deutschen Filmpreis 2002 sowie einen Preis vom Verband der deutschen Filmkritik 2003 gewonnen. Zudem war sie für einen Europäischen Filmpreis 2002 nominiert.
- Sergio Castellitto gewann für seine Darstellung den Europäischen Filmpreis 2002.
- 2002 wurde der Film für den Deutschen Filmpreis als Bester Spielfilm nominiert.
- 2003 erhielt der Film eine Nominierung für den spanischen Filmpreis Goya in der Kategorie Bester europäischer Film.

## Trivia
- Sergio Castellitto drehte seine Szenen auf Italienisch, da seine Deutschkenntnisse nicht ausreichend waren, und wurde in der deutschen Originalfassung von Frank Glaubrecht synchronisiert.

- In der Sequenz, in der altes Videomaterial von Lina und ihrer verstorbenen Mutter gezeigt wird, spielt die Regisseurin die Mutter.

- Im englischen Sprachraum wurde der Film unter dem Titel Mostly Martha (Vorwiegend Martha), in Italien unter dem Titel Ricette d’amore (Liebesrezepte) vertrieben.

- Im Juli 2007 wurde der Film in Amerika unter dem Titel No Reservations (Rezept zum Verlieben) mit Catherine Zeta-Jones in der Hauptrolle neu verfilmt. Damit reagierten die Produzenten auf den kommerziellen Überraschungserfolg von Mostly Martha in den USA, wo der Film über vier Millionen US-Dollar einspielte.